# Паппенхеймер

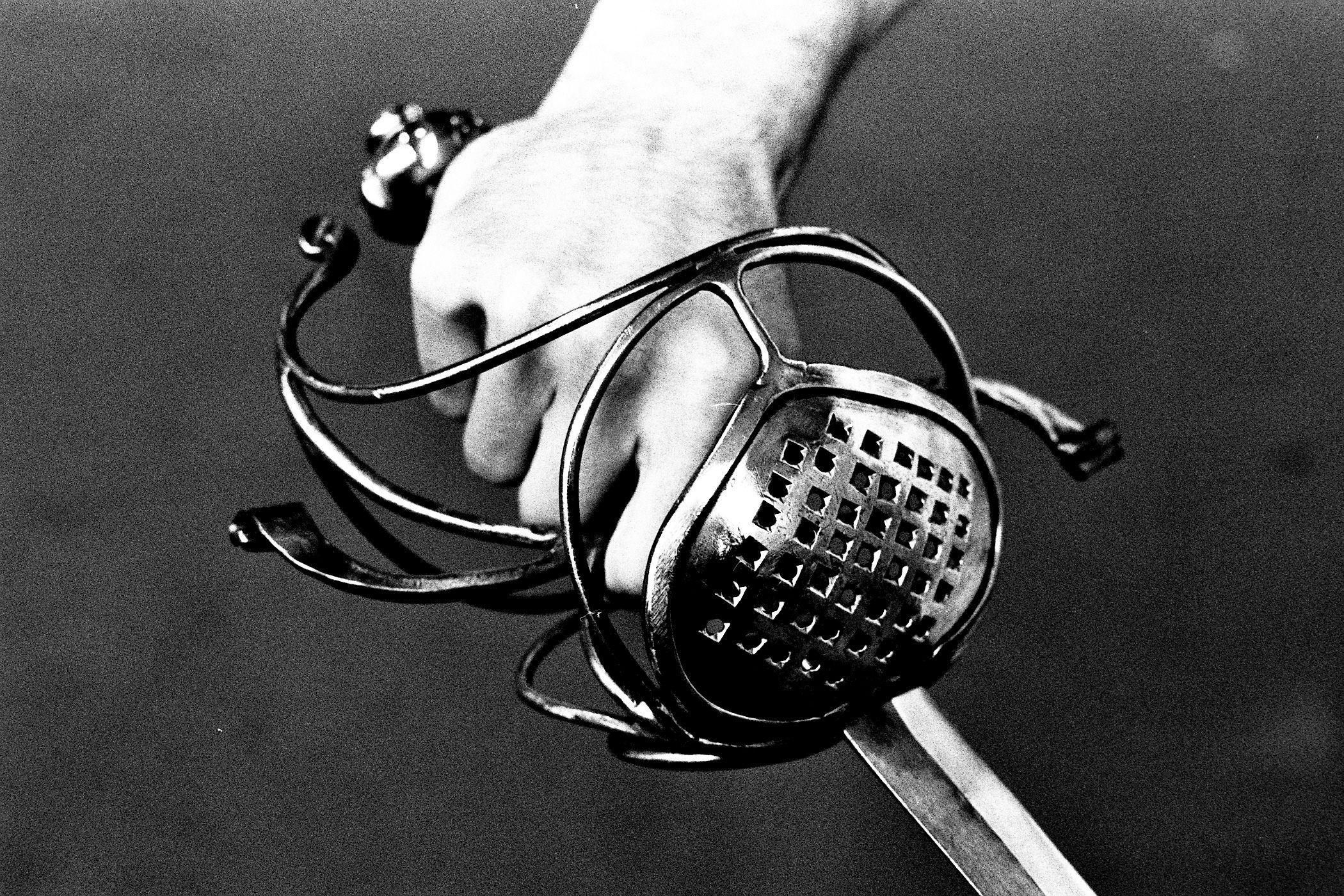
Современная реплика паппенхаймера

Паппенхеймер (англ. Pappenheimer sword) — холодное оружие конца XVI—XVII веков.
Паппенхеймер состоит из толстого клинка длиной 1190—1215 мм и сложной расписной гарды. Рукоятка состоит из дужки, защищающей руку владельца, и из одной или даже целой системы вентилируемых стальных пластин. Клинок, в основном, использовался для нанесения колющих и режущих ударов. Использовался до конца XVII века в Англии и Германии и других странах Европы.
Оружие названо в честь Готфрида Паппенгейма, главнокомандующего войсками Католической лиги в Тридцатилетней войне.